# Деркач, Андрей Леонидович
Андре́й Леони́дович Де́ркач (укр. Андрі́й Леоні́дович Де́ркач; род. 19 августа 1967, Днепропетровск) — украинский и российский политик, народный депутат Верховной рады III—IX созывов. Сенатор Российской Федерации — представитель от исполнительной власти Астраханской области с 12 сентября 2024. Член Комитета по обороне и безопасности в Совете Федерации России. 
Оказывал влияние на ядерную индустрию Украины в интересах России и Росатома, обвиняется[кем?] в работе на ФСБ России.

## Биография
Отец, Деркач, Леонид Васильевич — старший офицер КГБ, затем глава СБУ.
В 1984 году Андрей Деркач поступил в Харьковское высшее военное командно-инженерное училище, которое окончил в 1989 году со специальностью «инженер-механик».
С 1989 по 1990 год проходил службу в Ракетных войсках стратегического назначения на технической ракетной базе 46-й ракетной дивизии под городом Первомайском Николаевской области.
В 1990—1993 годах — слушатель Академии МБ РФ, юрист. Дипломная работа «Организация и проведение встреч с негласной агентурой».
Работал оперуполномоченным в Управлении СБУ в Днепропетровской области, заместителем директора ассоциации «Приднепровье», которая занималась наладкой кооперации предприятий единого технологического цикла.
С 1994 по 1996 год был заместителем руководителя Контрольной службы президента Украины.
С 1996 по 1997 год — консультант президента Украины по внешнеэкономическим вопросам.
С 1997 по 1998 год был первым помощником премьер-министра Украины.
В 1998 году был избран народным депутатом Верховной рады Украины III созыва по мажоритарному округу (Глуховский, Путивльский, Кролевецкий, Ямпольский, С.-Будский районы Сумщины); народный депутат Украины IV, V, VI созывов.
Во время Оранжевой революции подконтрольный Андрею Деркачу медиахолдинг, куда входила в том числе и телерадиокомпания «Эра», поддержал оппозицию. Юрий Луценко вспоминал, что Деркач «тогда поддерживал [Виктора] Ющенко и попросил меня установить часовню Московского патриархата на Майдане, чтобы и эта мощная сила была представлена как одна из составляющих борьбы за Ющенко... Андрей тогда был очень активным. И хочу напомнить, что вообще Оранжевая революция во многом произошла из-за маленьких эфиров ТРК «Эра», [которую контролировал Деркач]».
С 2006 года — президент Национальной атомной энергогенерирующей компании «Энергоатом», генеральный директор государственного концерна «Укратомпром».
В 2010 году Священный синод Русской православной церкви ввёл Андрея Деркача в состав Межсоборного присутствия РПЦ.
С 2011 по 2013 год возглавлял на общественных началах группу советников премьер-министра Украины. Доктор юридических наук, доцент Киевской духовной академии и семинарии Украинской православной церкви (Московского патриархата)
После начала[уточнить] российского вторжения уехал из Украины.
С 2022 года Деркач регулярно[уточнить] печатается в СМИ России и Белоруссии.
В июне 2022 года СБУ обвинила Деркача в работе на российские спецслужбы, государственной измене и незаконном обогащении.
В декабре 2022 года признан правительством США агентом ФСБ России. Дипломная работа «Организация и проведение встреч с негласной агентурой».
10 января 2023 года был лишён гражданства Украины Владимиром Зеленским.

## Политическая деятельность

### На Украине
По данным RUSI Андрей Деркач был народным депутатом в украинском парламенте с долгой историей сотрудничества с Россией и продвигал политику, соответствующую российским интересам.

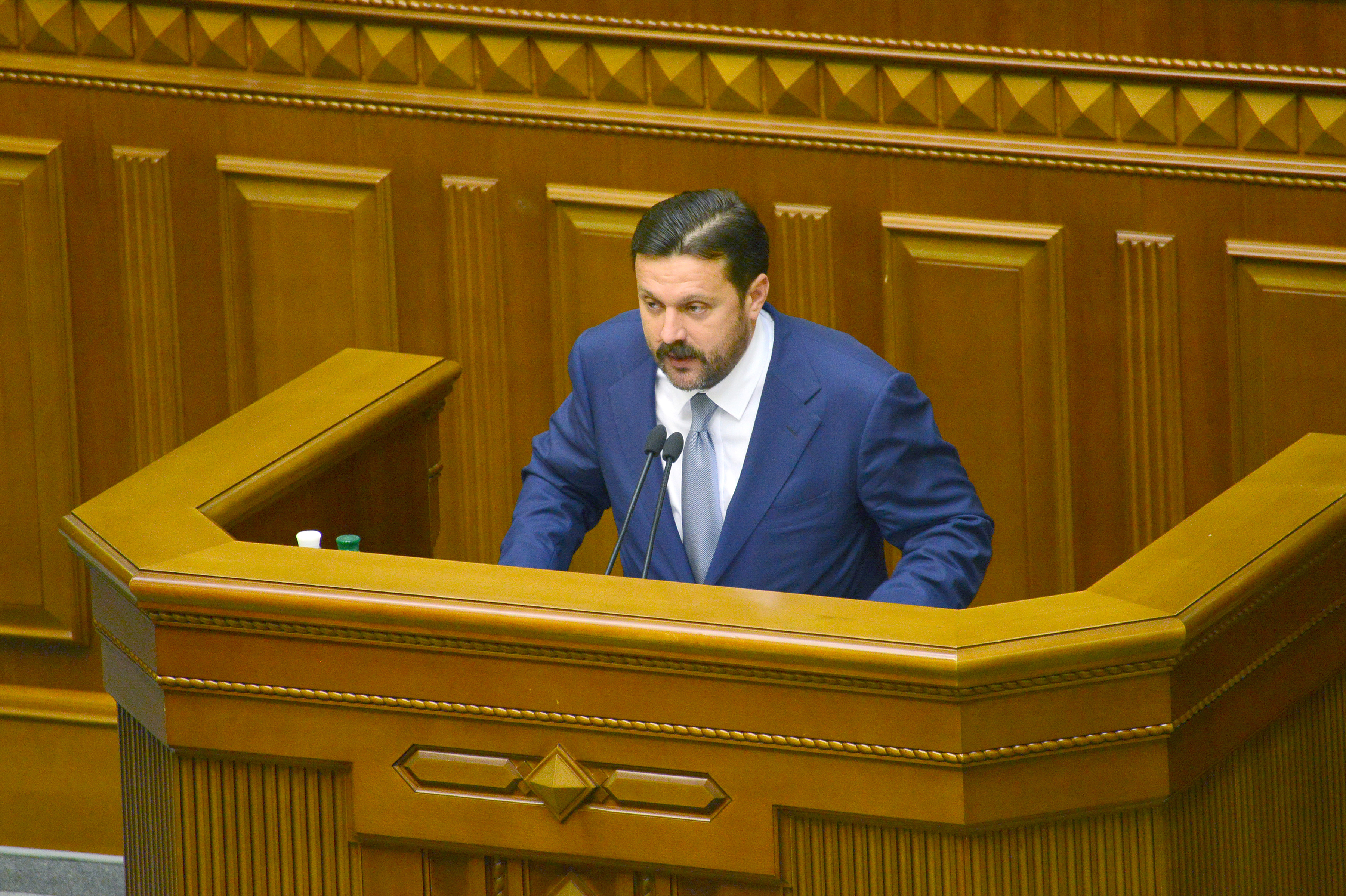
Андрей Деркач выступает в Верховной раде в 2013 году

Народный депутат Украины 3-го созыва Март 1998-апрель 2002, избирательный округ № 159, Сумская область. Явка 79,2 %, за 57,4 %, 11 соперников. На время выборов: первый помощник Премьер-министра Украины, член СПС. Одновременно — кандидат в народные депутаты Украины от избирательного блока «Трудовая Украина», № 12 в списке.
Народный депутат Украины 4-го созыва апрель 2002—апрель 2006 от блока «За единую Украину», № 11 в списке. Член фракции «Единая Украина» (май—июнь 2002), уполномоченный представитель фракции партий ППУ и «Трудовая Украина» (июнь 2002—апрель 2004), член фракции СПУ (декабрь 2005—апрель 2006), заместитель председателя Комитета по вопросам топливно-энергетического комплекса, ядерной политики и ядерной безопасности (июнь 2002—апрель 2006).
Народный депутат Украины 5-го созыва апрель—ноябрь 2006 от СПУ, № 9 в списке. Первый заместитель председателя Комитета по вопросам топливно-энергетического комплекса, ядерной политики и ядерной безопасности (с июля 2006), член фракции СПУ (с апреля 2006). Сложил депутатские полномочия 2 ноября 2006.
Народный депутат Украины 6-го созыва с ноября 2007 от Партии регионов, № 96 в списке. На время выборов: генеральный директор ГК «Укратомпром», беспартийный.
Народный депутат Украины 7-го созыва с 2012 года (избран по одномандатному избирательному округу № 159), член бюджетного комитета Верховной Рады. Входил во фракцию Партии Регионов, вышел из неё 21 февраля 2014 после победы Евромайдана.
Народный депутат Украины 8-го созыва с 2014 года (избран по одномандатному избирательному округу № 159). Заместитель главы депутатской группы «Воля народа», член бюджетного комитета Верховной Рады.
13 ноября 2015 года в Верховной Раде Украины было создано межфракционное депутатское объединение «В защиту нарушенных конституционных прав граждан и против политических репрессий „Запрещено запрещать“», председателем которого избран А. Деркач. В объединение вошло 47 народных депутатов. Целью деятельности межфракционного депутатского объединения является выявление, изучение и предотвращение фактов нарушения Конституции Украины, законов Украины и международных обязательств Украины.
26 января 2016 года Андрей Деркач написал заявление о выходе из депутатской группы «Воля народа». Деркач пояснил, что принял такое решение, поскольку «считает невозможным быть причастным к действиям, связанным с нарушением конституционных прав граждан Украины» путём принятия бюджета на 2016 год и Налогового кодекса, «который уничтожает целые отрасли предпринимательства и сельского хозяйства в обмен на должности и преференции, участие в коррупционных схемах действующей власти, которая паразитируя на европейских лозунгах, грабит государство».
26 января 2016 года депутат Андрей Деркач выступил с инициативой создания временной следственной комиссии (ВСК) Верховной Рады по вопросам проверки фактов нарушения конституционных прав граждан властью. Основные задачи ВСК — «проверка злоупотребления властью со стороны Кабинета министров во время подготовки и принятия госбюджета на 2016 год, махинации Министерства финансов с долговыми обязательствами Украины, разворовывание средств Национального банка руководством НБУ во главе с Валерией Гонтаревой».
24 июля 2017 года Андрей Деркач стал инициатором расследования Генеральной прокураторы Украины (ГПУ) по поводу «незаконного вмешательства организованной преступной группы в составе руководства Национального антикоррупционного агентства Украины (НАБУ), должностных лиц Украины, посольства Украины в США, общественных организаций в выборы президента США». По фактам, изложенным в его официальном обращении, ГПУ начала официальное уголовное производство. По словам Деркача, «своими необдуманными действиями члены группировки нанесли серьёзный вред украинско-американским отношениям, Украина предстала в глазах США как ненадёжный партнёр».
25 июля 2017 года президент США Дональд Трамп выступил за проведение расследования действий Украины по поддержке кандидата от Демократической партии Хиллари Клинтон во время американской избирательной кампании. «Украинские попытки подорвать кампанию Трампа — „тихая работа по продвижению Клинтон“. Так где же расследование генпрокурора?» — написал он в микроблоге «Twitter».
10 октября 2017 года Андрей Деркач совместно с коллегами по парламенту подал в суд на премьер-министра Украины Владимира Гройсмана по поводу умышленного затягивания внесения кандидатуры министра здравоохранения на утверждение Верховной Рады. По словам депутата, «за полтора года работы Кабмин Гройсмана не сделал ни одной попытки назначить легитимного главу Минздрава, в результате Ульяна Супрун (исполняет обязанности министра) наломала немало дров и подготовила „медицинскую реформу“, нарушающую конституционные права украинцев».
Народный депутат Украины 9-го созыва с 2019 года (вновь избран по одномандатному избирательному округу № 159).
Как внефракционный народный депутат Верховной рады Украины IX созыва, Андрей Деркач 9 октября 2019 года обнародовал документы в рамках 11 уголовных дел, из которых следует, что первый замдиректора Национального антикоррупционного бюро Украины (НАБУ) Гизо Углава на протяжении нескольких лет предоставлял посольству США в Киеве информацию, которая «негативно повлияла на ход событий в Украине и США».
Он также обнародовал информацию  о том, что бывший вице-президент США Джо Байден получил не менее $900 тыс. за лоббистскую деятельность от нефтегазовой компании Burisma. Кроме него, согласно документам, в пользу Хантера Байдена, Александра Квасьневского, Алана Аптера и Девона Арчера «Burisma» выплатила по меньшей мере 16,5 млн долларов.
По словам Деркача, ключевая задача обнародования им документов — восстановление доверительных отношений между стратегическими партнёрами Украиной и США. Как отметил Деркач, «только открытое и публичное расследование может поставить точку в череде международных скандалов и коррупции, в которых погрязли отдельные представители правоохранительных и дипломатических органов двух стран». Деркач предложил украинской власти передать в Минюст США все документы, которые имеются в рамках 11-ти уголовных дел, без всяких запросов с американской стороны, в рамках действующего соглашения о правовой форме.
На пресс-конференции 22 июня 2020 года, которую транслировали и комментировали в украинских информационных СМИ, Деркач дополнительно обнародовал новые факты «международной коррупции» с разъяснением, как устроена система влияния Демпартии США в Украине.
9 июля 2020 года на очередной пресс-конференции Деркач предъявил третью порцию плёнок[каких?], среди которых есть запись «разговора Порошенко с Путиным», вызвавшая скандал. Многочисленные комментарии появились как в украинских, так и в зарубежных СМИ.
10 сентября 2020 года на сайте Министерства финансов США было опубликовано объявление о применении к Андрею Деркачу персональных санкций по причине «попыток повлиять на выборы президента США 2020 года». В объявлении утверждается что Андрей Деркач «более десяти лет был активным агентом России и поддерживал тесную связь с российской разведкой».
В 2021 году разведка США обвинила Деркача в очернении Джо Байдена на президентских выборах 2020 года.
В июне 2022 года украинские спецслужбы сообщили, что Деркач создал сеть частных охранных компаний для поддержки ввода российских военных в украинские города. Об этом рассказал помощник Деркача в Верховной Раде, который был арестован в самом начале войны.
В декабре 2022 года в федеральном суде Бруклина Деркачу заочно было предъявлено обвинение в мошенничестве и отмывании средств при покупке двух объектов недвижимости за 3,9 миллиона долларов в калифорнийском Беверли-Хиллз в 2013 году и сокрытия своей причастности к этим сделкам. В случае признания виновным ему грозит до 30 лет лишения свободы.
10 января 2023 года был лишён гражданства Украины Владимиром Зеленским.
13 января 2023 года Верховная Рада конституционным большинством лишила Деркача мандата.

### В России
12 сентября 2024 года Губернатор Астраханской области Игорь Бабушкин назначил Андрея Деркача сенатором — представителем от исполнительной власти региона.

## Общественная деятельность
С 1997 года возглавляет благотворительный фонд экологии и социальной защиты «Наше будущее». Президент Международного фестиваля православного кино «Покров». Почётный президент медиа-холдинга «Эра-медиа», председатель художественного совета ТРК «Эра».
В январе 2009 года был делегатом Поместного Собора Русской православной церкви от мирян Конотопской епархии.
С 27 июля 2009 по 23 октября 2014 года — член Межсоборного присутствия Русской православной церкви.

## Семья
Разведён. От предыдущего брака имеет трёх дочерей: Татьяна Терехова (род. 1992), Ксения Деркач (род. 1992), Екатерина Деркач (род. 1997) и двух сыновей Григорий и Михаил.

## Награды
Кавалер ордена «За заслуги» III степени. Также высшие церковные ордена — Святого Равноапостольного князя Владимира, Орден Преподобного Нестора-летописца, Святых Антония и Феодосия Печерских, Святого Димитрия Ростовского, Святого Феодосия Черниговская. Награждён государственным орденом Италии «За заслуги перед Итальянской Республикой» степени Командора (1996).

## Литературное творчество
Автор книги «Глухов — гетманская столица» (2000), соавтор монографий: «Бесконечно длящееся настоящее. Украина: четыре года пути» (1995), «Украина-Россия: испытание дружбой» (1997).

## Санкции
В 2020 году Управление по контролю за иностранными активами США (OFAC) ввело санкции за причастность «к попыткам повлиять на выборы в США».
22 августа 2021 года внесен в санкционный список Украины.
24 февраля 2025 года внесён в санкционный список всех стран Евросоюза:

С момента избрания сенатором он поддерживал политику, содействующую незаконной российской аннексии Крыма и агрессивной войне против Украины. Во время пребывания на посту члена парламента Украины он активно поддерживал российское правительство, сотрудничая с ГРУ. Андрей Деркач получал от ГРУ средства на создание частных охранных предприятий, которые Россия планировала использовать во время вторжения в Украину— «Официальный журнал Европейского союза», Брюссель, 24 февраля 2025 года